# Pro-Natura International
Cet article concerne l'ONG internationale Pro-Natura. Pour l'organisation suisse homonyme, voir Pro Natura.
Pro-Natura International (PNI) est une organisation non gouvernementale internationale de protection de l'environnement et de lutte contre la pauvreté dans les pays en développement. Fondée au Brésil en 1985 par Marcelo de Andrade, Pro-Natura est internationalisée par Guy Reinaud en 1992 à la suite du sommet de Rio.
Son action est notamment marquée par le développement et la promotion du biochar, un amendement du sol qui accroît la productivité agricole tout en séquestrant durablement du carbone dans les sols, luttant ainsi contre le réchauffement climatique.
Membre de l'Union internationale pour la conservation de la nature, l'ONG organise depuis 2006 des expéditions scientifiques de recensement des espèces dans les zones critiques de biodiversité, en partenariat avec le Muséum national d'histoire naturelle. 

## Histoire
Pro-Natura est fondée au Brésil en 1985 par Marcelo Carvalho de Andrade, médecin, explorateur et écologiste brésilien. Au départ, l'ONG mène des actions locales pour lutter contre la déforestation et la pauvreté en Amazonie.
En 1990, en marge du premier sommet anglo-brésilien sur l'environnement, Pro-Natura remporte un concours organisé par le groupe britannique Imperial Chemical Industries (ICI) pour mettre en œuvre un vaste projet de développement durable permettant de lutter contre la déforestation. Guy Reinaud, dirigeant du groupe, s'engage alors à financer ce projet pendant sept ans.
En 1992, après la conférence des Nations unies sur l'environnement et le développement, Guy Reinaud décide de quitter ICI pour prendre la tête de Pro-Natura. Il l'internationalise et installe son siège à Paris, faisant de PNI l'une des premières ONG issues d'un pays du Sud à acquérir un statut international.
En 2019, l'ONG a mené des actions dans 42 pays, principalement en Afrique et en Amérique du Sud.

## Charbon vert et biochar
Pour lutter contre la déforestation dans les pays en développement, Pro-Natura International met au point, en 1994, une technologie permettant de réduire l'utilisation du bois comme combustible domestique. Il s'agit d'une machine de pyrolyse qui transforme des résidus végétaux non valorisés en un matériau appelé « charbon vert », lequel présente les mêmes propriétés énergétiques que le charbon de bois tout en étant issu de biomasse renouvelable.
Depuis 2008, PNI utilise aussi ce matériau comme amendement agricole ; il est alors appelé « biochar ». Le biochar améliore les propriétés physiques, chimiques et biologiques du substrat. Il en résulte une nette augmentation de la productivité des sols, une meilleure rétention de l'eau et un renforcement du système immunitaire des plantes, réduisant ainsi les besoins en produits phytosanitaires. Une seule introduction permet d'obtenir des résultats pendant des milliers d'années.
Selon PNI, l'utilisation de charbon vert et de biochar favorise le développement durable dans les pays du Sud : 
- En enrayant le « cercle vicieux de la pauvreté » — le biochar permet aux populations rurales pauvres de mieux se nourrir et de tirer des revenus des excédents de production[9] ;
- En luttant contre le réchauffement climatique — le biochar réduit la présence de gaz à effet de serre dans l'atmosphère en agissant comme un puits de carbone[10] et en limitant les émissions de méthane et d'oxyde nitreux provenant du sol[11] ;
- En conservant la biodiversité — le charbon vert protège les écosystèmes en évitant la déforestation[6].

En octobre 2018, un rapport du GIEC envisage le développement à grande échelle du biochar afin de produire des « émissions négatives », c'est-à-dire un bilan carbone négatif grâce à la séquestration durable du carbone.

## Expéditions scientifiques

### Exploration de la canopée
Dans les années 1990, Pro-Natura International prend part à la conception et à la mise en œuvre de technologies d'exploration de la canopée, afin d'étudier la biodiversité. L'ONG co-organise d'abord le cycle d'expéditions « Radeau des cimes » après avoir co-développé une technologie pour accéder au sommet des arbres,. Au début des années 2000, elle met ensuite au point, avec plusieurs partenaires, un nouveau type de dirigeable, l'arboglisseur, plus performant et polyvalent. Ce nouvel aérostat est utilisé pour la première fois lors de l'expédition Santo 2006.

### Expéditions avec le MNHN
Dans le cadre du programme de recherche « La Planète revisitée », Pro-Natura co-organise depuis 2006, avec le Muséum national d'histoire naturelle, plusieurs expéditions scientifiques de grande ampleur afin de recenser la faune et la flore des zones critiques de biodiversité :
- 2006 : expedition Santo, sur l'île d'Espiritu Santo (Vanuatu) ;
- 2009-2010 : expédition au Mozambique et à Madagascar ;
- 2012-2013 : expédition Papua Niu Guini, en Papouasie-Nouvelle-Guinée ;
- 2014-2015 : expédition en Guyane française ;
- 2016-2017 : expédition en Nouvelle-Calédonie.

## Récompenses
- 1997 : George and Cynthia Mitchell International Prize for Sustainable Development, décerné par l'Académie américaine des arts et des sciences[17]
- 2002 : 1er prix de la fondation Altran pour l'Innovation, récompensant le développement d'une machine de carbonisation en continu pour produire du charbon vert (ou du biochar)[17]
- 2005 : prix de la responsabilité sociale pour les petites compagnies, décerné lors du Congrès mondial du pétrole[17]